# Baltic (Ohio)

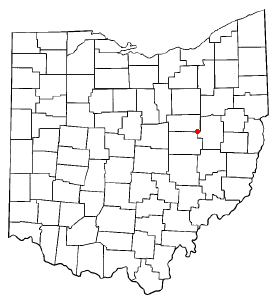
Baltic na planie stanu Ohio

Baltic – wieś w USA, Hrabstwo Coshocton, Hrabstwo Holmes (Ohio), Hrabstwo Tuscarawas w stanie Ohio.
W roku 2010, 25,2% mieszkańców było w wieku poniżej 18 lat, 6,1% było w wieku od 18 do 24 lat, 23,9% było od 25 do 44 lat, 23,5% było od 45 do 64 lat, a 21,4% było w wieku 65 lat lub starszych. We wsi było 50,1% mężczyzn i 49,9% kobiet.
W roku 2000 w miejscowości 90,2% osób mówi po angielsku, 5,3% po niemiecku a 2,3% po holendersku.
Liczba mieszkańców w 2010 roku wynosiła 795, a w 2012 roku wynosiła 793.